# Hilbert Geerling

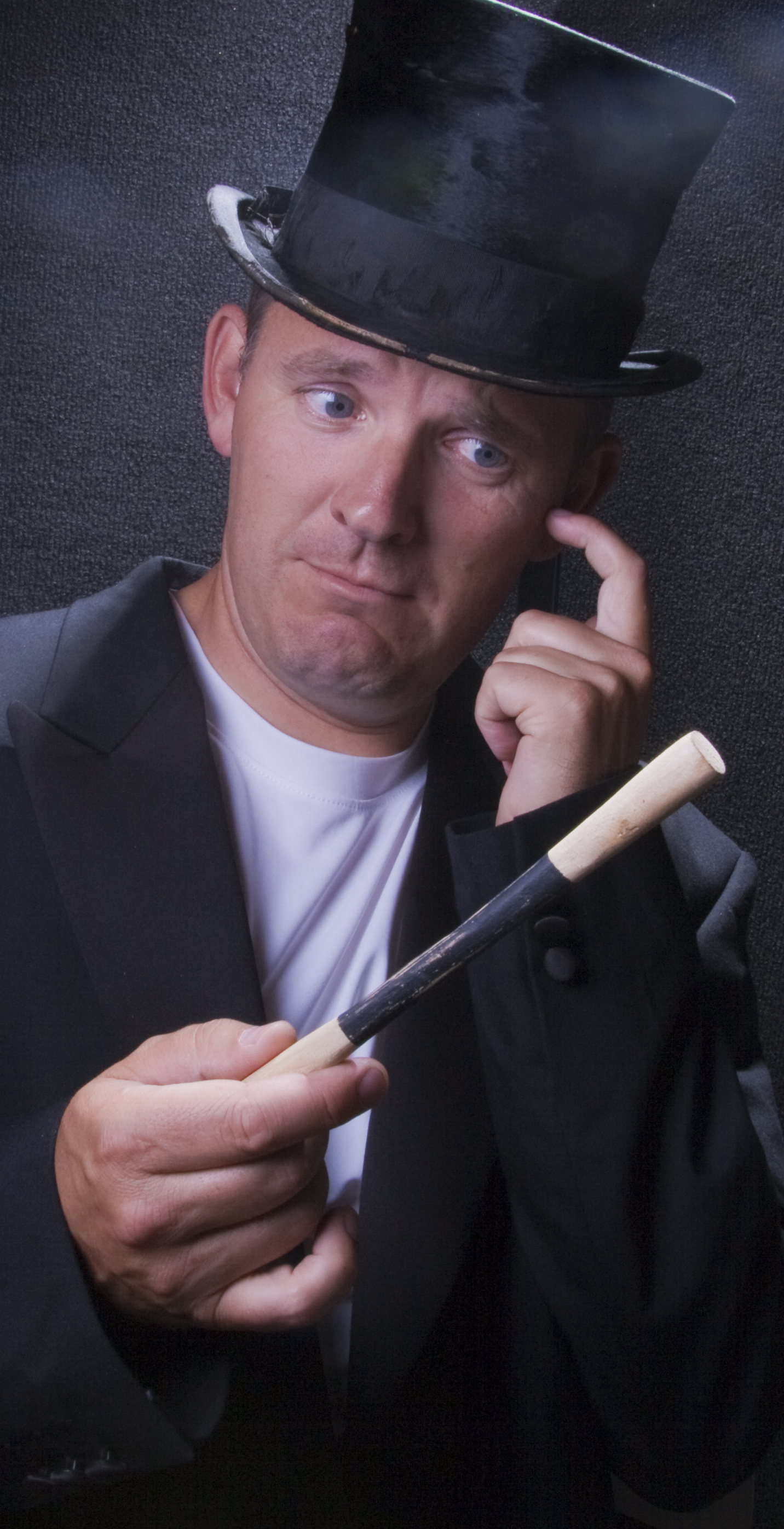
Hilbert Geerling

Hilbert Geerling is een Nederlandse goochelaar die gespecialiseerd is in het goochelen voor kinderen.
Hij is vijfvoudig Nederlands Kampioen Goochelen voor kinderen. Hij vertelt in zijn voorstellingen een verhaal waar de trucs een onderdeel van zijn.
Hilbert Geerling was voorzitter van de Nederlandse Magische Unie en van 2000 tot en met 2003 ook president van de Internationale Goochelbond FISM (Federation Internationale des Societes Magique). Onder zijn leiding werden in juli 2003 de Wereldkampioenschappen Goochelen georganiseerd, een evenement waar meer dan 2000 goochelaars van over de hele wereld naartoe komen.
Geerling speelde eigen theatershows getiteld: "De wurm in de ketel", "Professor D zit in de puree",  "Het allergrootste goochelgeheim", "Nico met z'n kliko", "De toverketel van Swiegel Miegel" en "De geheimzinnige grotten van Grok M'Gar".
In 2013 ontving hij de 'gouden NMU speld'. De hoogste onderscheiding binnen de Nederlandse Goochelwereld, die wordt uitgereikt aan mensen die een belangrijke bijdrage hebben geleverd aan de goochelkunst. Hilbert kreeg de speld met name voor de vernieuwende manier waarop hij goochelen en theater combineert.